# Ayarmaca

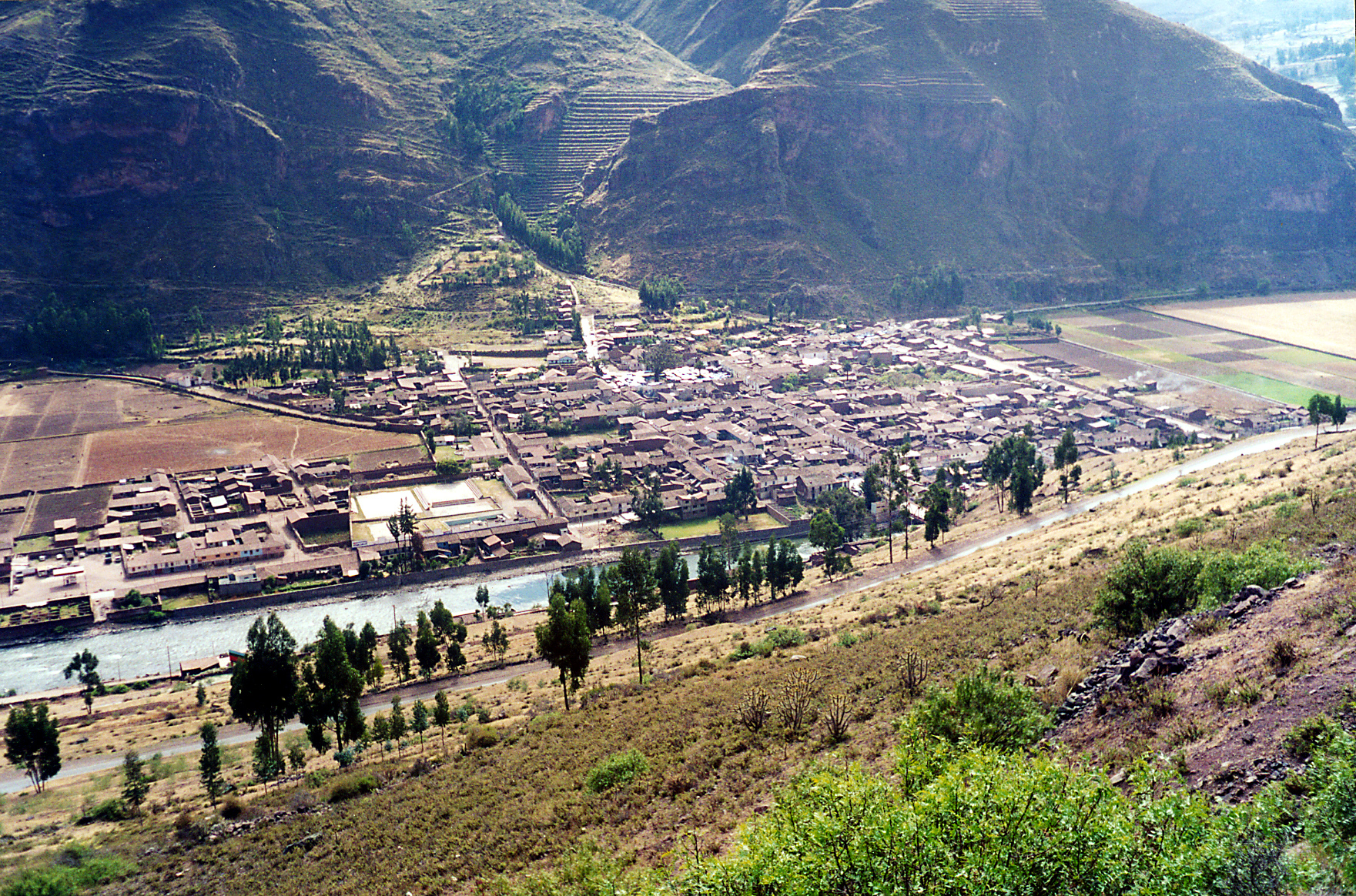
Písac en la actualidad, este valle fue dominado por siglos por los Ayarmaca hasta la invasión inca.

El señorío de Ayarmaca era una etnia que en la época primitiva del señorío Inca se encontraba en pleno esplendor, siendo temida por los incas y otros pequeños señoríos cusqueños de la época.
La etnia Ayarmaca resurgió de los restos de la cultura Huari aproximadamente en el siglo XIII.
Probablemente el señorío de Ayarmaca fue un estado junto al reino de Pinagua pues en todo tipo de documentación ambos reinos aparecen juntos.
Probablemente, Ayar Auca, hermano de Ayar Manco en la leyenda de los hermanos Ayar era el jefe del señorío de Ayarmaca, pues como dice la leyenda, fue este quien puso el nombre de Acamama (Montón de piedras) al valle del Cusco.
Las tradiciones de ayamarca son:

## Dominios geográficos
El territorio Ayarmaca ocupaba todo el norte y noroeste de Cusco, incluyendo Chinchero, Ollantaytambo, Calca, Chita y Písac, mientras que los Pinagua ocupaban los pueblos orientales de Quispicancha, Piquillacta Sailla e inclusive el lago de Lucre.
Este estado de carácter imperial, tenía 18 ciudades bajo su dominio y soberanía.
Actualmente está reducido a un pequeño espacio que es denominado el barrio de Ayarmaca, en el distrito de San Sebastián.

## Época de esplendor
La etnia Ayarmaca, como se ve en sus dominios geográficos más grande e influyente que cualquier otro señorío cercano, mantuvieron guerras con otros reinos incluyendo los incas, con quienes combatieron desde sus inicios hasta la aparición de Pachacútec, es decir por dos siglos.

## Final
A fines del siglo XIV, un pueblo camino a convertirse en imperio amenazó a los Ayarmacas por el sur y el oeste, se trataba de los Chancas.
Este seudo imperio logró intimidar al gran señorío de Ayamarca, sin embargo el diminuto señorío inca vencería en una batalla a los aguerridos chancas inspirando así confianza en los pueblos aledaños quienes les ayudaron en su lucha.
Luego de la victoria inca, los Ayarmacas quedarían divididos en tres reinos, y posteriormente sus dominios se anexarían al creciente estado imperio inca.